# Дийдрик Бейдър
Карл Дийдрик Бейдър (на английски: Karl Diedrich Bader) (роден на 24 декември 1966 г.) е американски актьор и комик. Занимава се и активно с озвучаване на анимационни филми и сериали, а най-известната му роля като глас е тази на Батман в „Батман: Смели и дръзки“, както и на Хос Делгадо в анимацията Мрачните приключения на Били и Манди.

## Биография
Карл Дийдрик Бейдър е роден на 24 декември 1966 г. в Александрия, щат Вирджиния. Родителите му са от немски произход – Грета Бадер, скулптор, и Уилям Банкс Бадер, политик.
Карл завършва T.C. Williams High School в Александрия и учи в университета по изкуствата University of North Carolina School of the Arts в Северна Каролина.
От 1997 г. Бейдър е женен за Далси Роджърс, която също е актриса, имат две деца.